# Rendimento quântico
O rendimento quântico (Φ) de um processo induzido por radiação é o número de vezes que um evento específico ocorre por fóton absorvido pelo sistema. O "evento" é tipicamente um tipo de reação química.

## Aplicações
O rendimento quântico para a decomposição de uma molécula reagente em uma reação de decomposição é definida como:
{\displaystyle \Phi ={\frac {\rm {\#\ moleculas\ decompostas}}{\rm {\#\ fotons\ absorvidos}}}}
O rendimento quântico pode também ser definido por outros eventos, tais como fluorescência:
{\displaystyle \Phi ={\frac {\rm {\#\ fotons\ emitidos}}{\rm {\#\ fotons\ absorvidos}}}}
Aqui, rendimento quântico é a eficiência de emissão de um dado fluoróforo.

## Exemplos
O rendimento quântico é usado na modelagem de fotossíntese:
{\displaystyle \Phi ={\frac {\rm {\mu mol\ CO_{2}\ fixo}}{\rm {\mu mol\ fotons\ absorvidos}}}}
Em um processo de fotodegradação química, quando uma molécula dissocia-se após absorver um quantum de luz, o rendimento quântico é o número de moléculas destruídas dividido pelo número de fótons absorvidos pelo sistema. Dado que nem todos os fótons são absorvidos produtivamente, o rendimento quântico típico será menor que 1.
Rendimentos quânticos menores que 1 são possíveis para reações em cadeia fotoinduzidas ou induzidas por radiação, na qual um único fóton pode acionar uma longa cadeia de transformações. Um exemplo é a reação de hidrogênio com cloro, na qual tanto quanto 106 moléculas de cloreto de hidrogênio pode ser formado por quantum de luz azul absorvida.
Em espectroscopia óptica, o rendimento quântico é a probabilidade de que um dado estado quântico seja formado a partir do sistema inicialmente preparado em algum outro estado quântico. Por exemplo, um rendimento quântico de transição singleto a tripleto é a fração de moléculas que, após ser fotoexcitada em um estado singleto, cruza ao estado tripleto.
O rendimento quântico de fluorescência é definido como a razão do número de fótons emitidos sobre com o o número de fótons absorvidos. Experimentalmente, o rendimento quântico de fluorescência relativo pode ser determinado por medir-se a fluorescência de um fluoróforo de rendimento quântico conhecido com os mesmo parâmetros experimentais (comprimento de onda excitação, larguras de fenda, voltagem fotomultiplicadora, etc.) da substância em questão. O rendimento quântico é então calculado por:
{\displaystyle \Phi =\Phi _{\mathrm {R} }\times {\frac {\mathit {Int}}{{\mathit {Int}}_{\mathrm {R} }}}{\frac {1-10^{-A_{\mathrm {R} }}}{1-10^{-A}}}{\frac {{n}^{2}}{{n_{\mathrm {R} }}^{2}}}}
onde {\displaystyle \Phi } é o rendimento quântico,  Int  é a área sob o pico de emissão(em uma escala de comprimento de onda), A é absorbância (também chamada "densidade óptica") no comprimento de onda na excitação, e n é o índice refrativo do solvente. O R subscrito denota os respectivos valores da substância referência.